# 17e étape du Tour de France 1985
La 17e étape du Tour de France 1985 a eu lieu le 16 juillet 1985 entre Toulouse et Luz-Ardiden, en France, à travers les départements de la Haute-Garonne et des Hautes-Pyrénées sur une distance de 209,5 km. Il s’agit de la première étape pyrénéenne de cette édition, avec, au programme, les cols d’Aspin, du Tourmalet et la montée inédite de Luz-Ardiden.
Elle est remportée par le coureur espagnol Pedro Delgado en 6 h 57 min et 21 s. Il devance les colombiens Luis Herrera (à 25 s) et Fabio Parra (à 1 min 57 s). En grande difficulté, Bernard Hinault se classe 18e et perd 4 min 05 s. Il conserve néanmoins le maillot jaune.

## Parcours
Les difficultés majeures de l'étape de 209,5 km sont le col d'Aspin (2e catégorie), le col du Tourmalet (hors catégorie) et l'arrivée à Luz-Ardiden (hors catégorie), sommet inédit sur le Tour de France.

## Résultats

### Classement de l'étape
Classement de l'étape
| \| Classement de l'étape \| Classement de l'étape \| Classement de l'étape \| Classement de l'étape \| Classement de l'étape \| \| Coureur \| Coureur \| Pays \| Équipe \| Temps \| \| --------------------- \| --------------------- \| --------------------- \| ---------------------------- \| --------------------- \| \| 1er \| Pedro Delgado \| Espagne \| Seat-Orbea \| 6 h 57 min 21 s \| \| 2e \| Luis Herrera \| Colombie \| Varta-Café de Colombia-Mavic \| + 25 s \| \| 3e \| Fabio Parra \| Colombie \| Varta-Café de Colombia-Mavic \| + 1 min 57 s \| \| 4e \| Sean Kelly \| Irlande \| Skil-Sem-Kas-Miko \| + 2 min 52 s \| \| 5e \| Greg LeMond \| États-Unis \| La Vie claire-Radar \| + 2 min 52 s \| \| 6e \| Jesús Rodríguez Magro \| Espagne \| Zor-Gemeaz Cusin \| + 2 min 54 s \| \| 7e \| Celestino Prieto \| Espagne \| Reynolds \| + 2 min 54 s \| \| 8e \| Phil Anderson \| Australie \| Panasonic-Raleigh \| + 2 min 54 s \| \| 9e \| Eddy Schepers \| Belgique \| Lotto \| + 2 min 54 s \| \| 10e \| Peter Winnen \| Pays-Bas \| Panasonic-Raleigh \| + 2 min 54 s \| |                       |            |                              |                 |
| |                       |            |                              |                 |
| |                       |            |                              |                 |
| Classement de l'étape |                       |            |                              |                 |
| Coureur | Coureur               | Pays       | Équipe                       | Temps           |
| 1er | Pedro Delgado         | Espagne    | Seat-Orbea                   | 6 h 57 min 21 s |
| 2e | Luis Herrera          | Colombie   | Varta-Café de Colombia-Mavic | + 25 s          |
| 3e | Fabio Parra           | Colombie   | Varta-Café de Colombia-Mavic | + 1 min 57 s    |
| 4e | Sean Kelly            | Irlande    | Skil-Sem-Kas-Miko            | + 2 min 52 s    |
| 5e | Greg LeMond           | États-Unis | La Vie claire-Radar          | + 2 min 52 s    |
| 6e | Jesús Rodríguez Magro | Espagne    | Zor-Gemeaz Cusin             | + 2 min 54 s    |
| 7e | Celestino Prieto      | Espagne    | Reynolds                     | + 2 min 54 s    |
| 8e | Phil Anderson         | Australie  | Panasonic-Raleigh            | + 2 min 54 s    |
| 9e | Eddy Schepers         | Belgique   | Lotto                        | + 2 min 54 s    |
| 10e | Peter Winnen          | Pays-Bas   | Panasonic-Raleigh            | + 2 min 54 s    |

## Classements à l'issue de l'étape

### Classement général
| \| Classement général \| Classement général \| Classement général \| Classement général \| Classement général \| \| Coureur \| Coureur \| Pays \| Équipe \| Temps \| \| ------------------ \| ------------------ \| ------------------ \| ---------------------------- \| ------------------ \| \| 1er \| Bernard Hinault \| France \| La Vie claire-Radar \| 91 h 26 min 28 s \| \| 2e \| Greg LeMond \| États-Unis \| La Vie claire-Radar \| + 2 min 25 s \| \| 3e \| Stephen Roche \| Irlande \| La Redoute-Cycles MBK \| + 5 min 00 s \| \| 4e \| Sean Kelly \| Irlande \| Skil-Sem-Kas-Miko \| + 6 min 19 s \| \| 5e \| Phil Anderson \| Australie \| Panasonic-Raleigh \| + 7 min 28 s \| \| 6e \| Pedro Delgado \| Espagne \| Seat-Orbea \| + 8 min 18 s \| \| 7e \| Luis Herrera \| Colombie \| Varta-Café de Colombia-Mavic \| + 8 min 42 s \| \| 8e \| Fabio Parra \| Colombie \| Varta-Café de Colombia-Mavic \| + 9 min 08 s \| \| 9e \| Eduardo Chozas \| Espagne \| Reynolds \| + 9 min 21 s \| \| 10e \| Joop Zoetemelk \| Pays-Bas \| Kwantum Hallen-Decosol \| + 10 min 09 s \| |                 |            |                              |                  |
| |                 |            |                              |                  |
| |                 |            |                              |                  |
| Classement général |                 |            |                              |                  |
| Coureur | Coureur         | Pays       | Équipe                       | Temps            |
| 1er | Bernard Hinault | France     | La Vie claire-Radar          | 91 h 26 min 28 s |
| 2e | Greg LeMond     | États-Unis | La Vie claire-Radar          | + 2 min 25 s     |
| 3e | Stephen Roche   | Irlande    | La Redoute-Cycles MBK        | + 5 min 00 s     |
| 4e | Sean Kelly      | Irlande    | Skil-Sem-Kas-Miko            | + 6 min 19 s     |
| 5e | Phil Anderson   | Australie  | Panasonic-Raleigh            | + 7 min 28 s     |
| 6e | Pedro Delgado   | Espagne    | Seat-Orbea                   | + 8 min 18 s     |
| 7e | Luis Herrera    | Colombie   | Varta-Café de Colombia-Mavic | + 8 min 42 s     |
| 8e | Fabio Parra     | Colombie   | Varta-Café de Colombia-Mavic | + 9 min 08 s     |
| 9e | Eduardo Chozas  | Espagne    | Reynolds                     | + 9 min 21 s     |
| 10e | Joop Zoetemelk  | Pays-Bas   | Kwantum Hallen-Decosol       | + 10 min 09 s    |

### Classement par points
| Classement par points | Classement par points | Classement par points | Classement par points | Classement par points |
| Coureur               | Coureur               | Pays                  | Équipe                | Points                |
| --------------------- | --------------------- | --------------------- | --------------------- | --------------------- |
| 1er                   | Sean Kelly            | Irlande               | Skil-Sem-Kas-Miko     | 302 pts               |

### Classement du meilleur grimpeur
| Classement de la montagne | Classement de la montagne | Classement de la montagne | Classement de la montagne    | Classement de la montagne |
| Coureur                   | Coureur                   | Pays                      | Équipe                       | Points                    |
| ------------------------- | ------------------------- | ------------------------- | ---------------------------- | ------------------------- |
| 1er                       | Luis Herrera              | Colombie                  | Varta-Café de Colombia-Mavic | 396 pts                   |
| 2e                        | Robert Millar             | Royaume-Uni               | Peugeot-Shell-Michelin       | 223 pts                   |
| 3e                        | Pedro Delgado             | Espagne                   | Seat-Orbea                   | 186 pts                   |
| 4e                        | Greg LeMond               | États-Unis                | La Vie claire-Radar          | 174 pts                   |
| 5e                        | Reynel Montoya            | Colombie                  | Varta-Café de Colombia-Mavic | 150 pts                   |